# Азевка
Азевка — река в России, протекает по Агрызскому району Республики Татарстан. Левый приток реки Иж, бассейн Камы.

## География
Азевка начинается на холмах правобережья Камы, на высоте около 200 м, течёт на запад. На реке расположена деревня Азево. Ниже впадает правый приток Сангас. За селом Ямурзино справа впадает река Чушкан. Ниже на левом берегу находится деревня Уразаево. Река впадает в Иж фактически в заливе Камского водохранилища, формально в 17 км от устья. После планируемого заполнения Камского водохранилища участок реки ниже Уразаево попадёт в зону затопления.
Длина реки — 23 км, площадь водосборного бассейна — 174 км².

## Данные водного реестра
По данным государственного водного реестра России относится к Камскому бассейновому округу, водохозяйственный участок реки — Иж от истока и до устья, речной подбассейн реки — бассейны притоков Камы до впадения Белой. Речной бассейн реки — Кама.
Код объекта в государственном водном реестре — 10010101212111100027620.